# Dröbischau
Dröbischau is een plaats en voormalige gemeente in de Duitse deelstaat Thüringen, en maakt deel uit van de Landkreis Saalfeld-Rudolstadt.
Dröbischau telt  inwoners.
Zij ligt op een bosloze hoogvlakte ten noorden van het Thüringer Wald tussen de valleien van de Rinne en de Schwarza.

## Geschiedenis
De gemeente maakte deel uit van de Verwaltungsgemeinschaft Mittleres Schwarzatal tot deze op 1 januari 2019 fuseerde met de Verwaltungsgemeinschaft Bergbahnregion/Schwarzatal. Dröbischau werd niet opgenomen in de Verwaltungsgemeinschaft Schwarzatal maar in de gemeente Königsee-Rottenbach, waarvan de naam werd veranderd in Königsee.